# (34005) 2000 OY7
2000 OY7 (asteroide 34005) é um asteroide da cintura principal. Possui uma excentricidade de 0.16016150 e uma inclinação de 11.46688º.
Este asteroide foi descoberto no dia 30 de julho de 2000 por LINEAR em Socorro.